# Тазуэлл (Виргиния)
Тазуэлл  (англ. Tazewell) — город и административный центр округа Тазуэлл  в штате Виргиния США. По данным переписи 2020 года, численность населения составляла 4486 человек.

## Население
| 2010 | 2020  |
| ---- | ----- |
| 4627 | ↘4486 |